# Carlsburg (Bad Laasphe)
Die Carlsburg ist ein seit 1986 unter Denkmalschutz stehendes Gebäude in Bad Laasphe. Ihre Hausnummer Friedrichshütte 16 wird auch synonym für das Gebäude verwendet.

## Geschichte
Ab 1845 wurde das Gebäudeensemble in neunjähriger Bauzeit auf Resten einer alten Ritterschänke für den Freiherrn Carl von Wittgenstein errichtet. Anschließend diente sie als Wohnsitz der Barone von Wittgenstein. In der Nähe der Carlsburg liegt die Friedrichshütte, welche von der Familie von Wittgenstein geleitet wurde.

## Bauwerk
Der Bau besticht durch eine Mischung aus klassischen und historisierenden Elementen. Ein Teil des mittlere Gebäudeteils springt ähnlich einem Chor einer Kirche hervor. Die Carlsburg ist durch ein Walmdach, rundbogige Fenster und einer großräumigen Eingangshalle gekennzeichnet.
Das Haupt- und Nebengebäude sind unter der Nummer 70 und 71 seit dem 20. November in die Denkmalliste der Stadt Bad Laasphe eingetragen. Im Juni 2016 wurde die Carlsburg vom Arbeitskreis Historische Ortskerne NRW zum Denkmal des Monats im Bereich Südwestfalen ernannt.